# Moez Sinaoui
Moez Sinaoui, né le 14 octobre 1965 à Carthage, est un diplomate, homme politique et homme de médias tunisien.

## Biographie
Il fait ses études de droit à l'université Aix-Marseille-III (maîtrise en droit international) puis à l'université de Tunis (diplôme d'études approfondies en droit européen).
Il intègre le ministère des Affaires étrangères en 1992 où il occupe différents postes : conseiller auprès de la direction générale Europe, chef de division États-Unis, directeur-adjoint chargé de l'Amérique du Nord, conseiller au sein des ambassades tunisiennes à Malte (1996-1998) et en Italie (2001-2005) et membre du cabinet du ministre Abdelwahab Abdallah (2005-2007).
Il contribue au lancement de la chaîne de télévision privée à vocation maghrébine, Nessma, et y occupe le poste de directeur de la communication de 2008 à 2011. En 2011, durant la première année de transition politique de son pays après la révolution, il dirige les services de communication du Premier ministre avec rang de secrétaire d'État.
Il est ensuite conseiller du secrétaire général de l'Union pour la Méditerranée, Youssef Amrani puis Fathallah Sijilmassi, directeur de la communication et des affaires publiques et directeur chargé du dialogue 5+5 au sein du secrétariat à Barcelone, de 2011 à 2014.
Il intègre le cabinet du président Béji Caïd Essebsi en janvier 2015 en qualité de secrétaire d'État, conseiller principal et porte-parole de la présidence, avant d'être nommé, en octobre 2016, comme ambassadeur de Tunisie en Italie,, et représentant permanent de la Tunisie auprès de la FAO, du Fonds international de développement agricole et du Programme alimentaire mondial à Rome.
Il est pressenti en 2021 pour un possible poste de ministre dans le gouvernement tunisien.

## Décorations
Moez Sinaoui est chevalier grand-croix de l'ordre du Mérite de la République italienne (3 mai 2017). Il est aussi titulaire des décorations suivantes :
- Commandeur de l'ordre royal de l'Étoile polaire
- Commandeur de la Légion d'honneur